# Gynoplistia subfasciata
Gynoplistia subfasciata är en tvåvingeart som beskrevs av Walker 1848. Gynoplistia subfasciata ingår i släktet Gynoplistia och familjen småharkrankar. Inga underarter finns listade i Catalogue of Life.